# Heterotardigrada
Heterotardigrada is een klasse van de beerdiertjes. Het zijn kleine gesegmenteerde diertjes.

## Taxonomie
De klasse van Heterotardigrada is als volgt onderverdeeld:
- orde Arthrotardigrada
- orde Echiniscoidea